# Uitwierdermaar

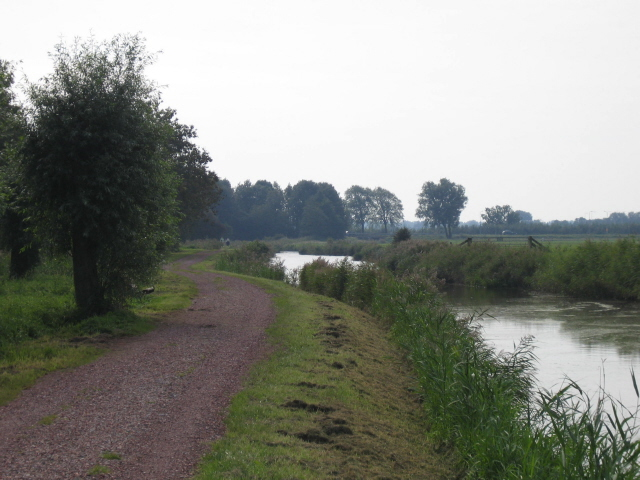
Het Uitwierdermaar nabij Biessum

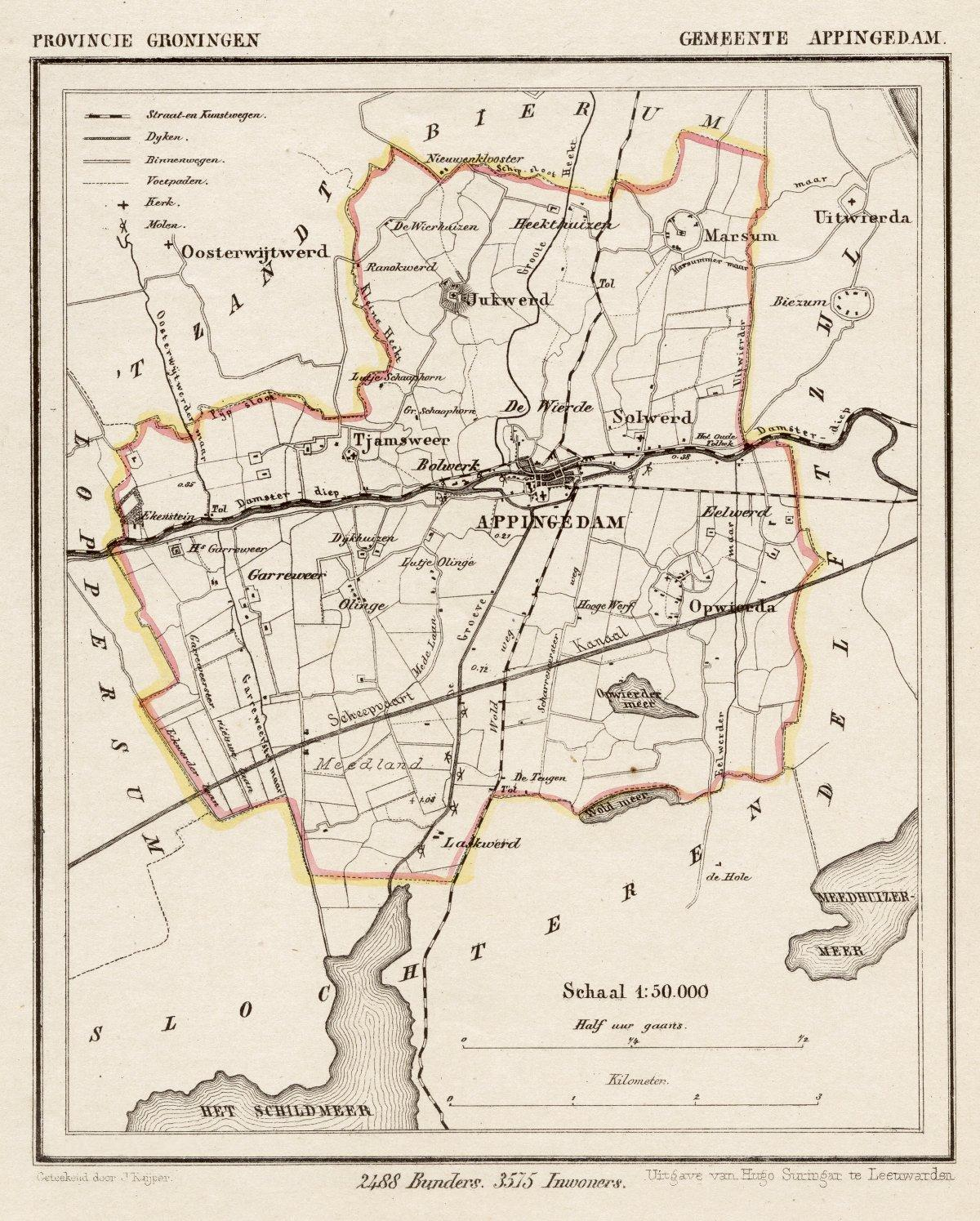
Het Uitwierder maar op een kaart van de gemeente Appingedam uit ca. 1865.

Het Uitwierdermaar is een maar in de Nederlandse provincie Groningen. Het maar verbindt het Damsterdiep met de noordwestelijke wierdevoet van het plaatsje Uitwierde.
Door de natuur en het cultuurlandschap is het maar onder meer populair onder kanoërs; het maakt deel uit van een aantal kanoroutes. Als men het maar opvaart kan men verder varen door het Marsumermaar. Het Uitwierdermaar vormde tot 2021 deels de grens tussen de toenmalige gemeentes Delfzijl en Appingedam.